# 佛图关
佛图关，又名浮图关:145、浮屠关:145，个别时期称复兴关:418、八一村:20，是宋代以来的一座关防，位于重庆市渝中区半岛西端最窄处的山脊上，海拔388.6米，北东南三侧为悬崖峭壁，西面地势较缓和，临近大坪，因有唐代以来众多佛教石雕造像而得名:418:108，古为死守重庆城的要塞，历经多次战火，近代附近辟有佛图关公园，关内现仍存摩崖佛像、石刻等古迹:145。
现时佛图关还可以特指东接鹅岭公园、南接化龙桥的长850米的道路:367。

## 历史

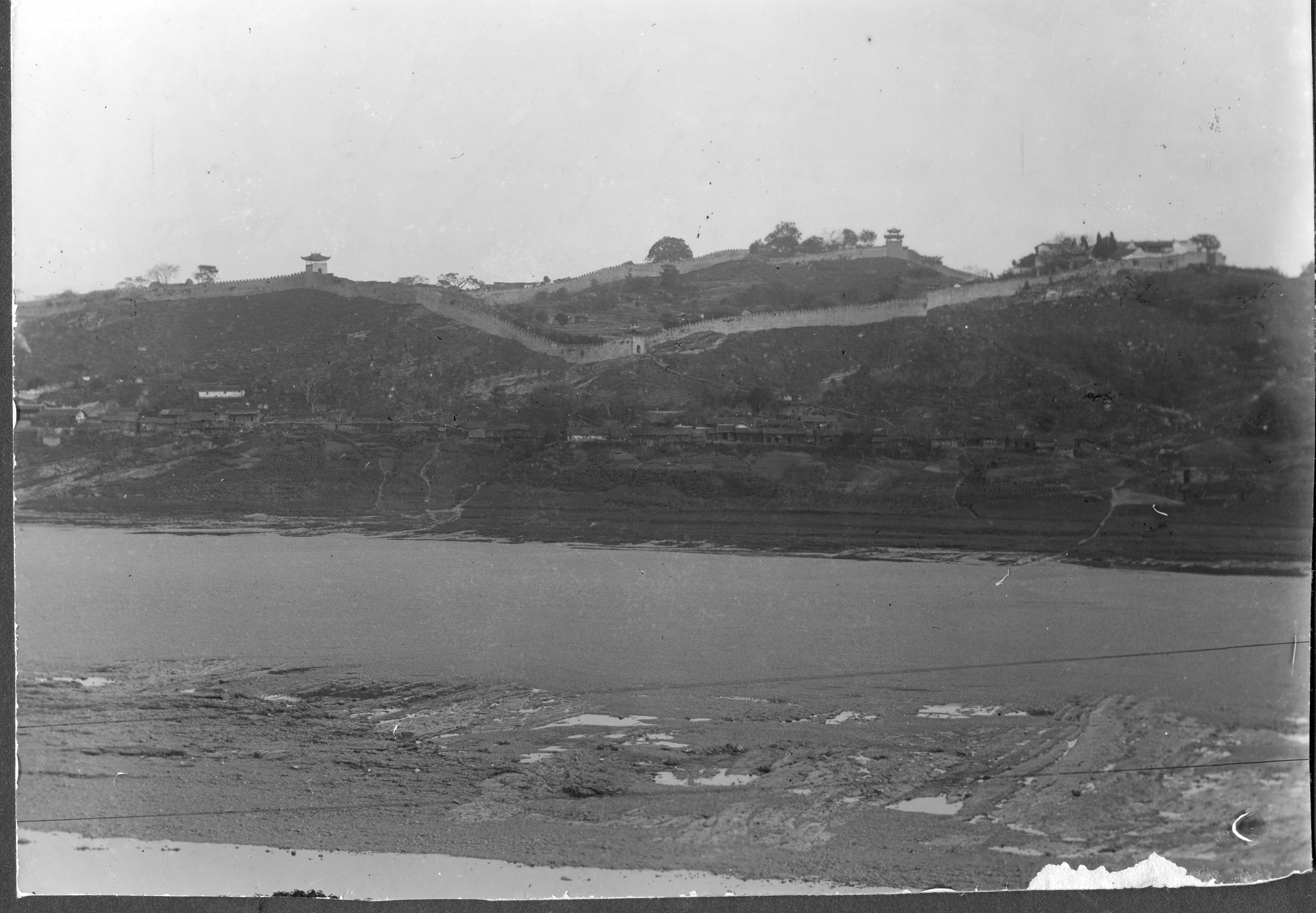
20世纪初的佛图关城墙

佛图关历史最早的可追溯至蜀驻建兴五年（227年），是年蜀将李严于此筑城；“佛图关”之名，多说因此处有摩崖佛像而得:418，不过白俊奎等学者也提出此名可能是起源于梵语“於菟”，老虎之意:108。李严曾欲凿开此处通长江水入嘉陵江，但因诸葛亮不准而未成；民国时期1921年杨森任重庆商埠督办，其提出的重庆城市建设规划中也有关于凿穿佛图关所在的鹅岭，使嘉陵江水改道由此入长江的设想，亦未成。
佛图关是历代的战场，有“佛图能守，全城可保无恙”之说，其战争史最早可追溯至南宋，蓝勇认为其可能与南宋四川地区的抗蒙山城防御体系有关系:119。《宋史·忠义传》记载南宋“张珏会兵重庆，驻浮图关”，在南宋开庆元年（1259年），元兵入川攻打佛图关五次，均未成功，德祐元年（1275年）元兵再次入川仍未攻破；祥兴元年（1277年）蒙古兵再来袭，张珏从关中顺风门冲出重创之并坚守数月，最终因关内粮草耗尽，部将韩忠叛变，半夜迎元军入关，元军攻入重庆；明朝天启二年（1621年），宣抚使奢崇明谋反，据守佛图关，次年朝廷派兵讨伐数月无果，但最终通过攀悬崖小道仍取得胜利；崇祯十六年（1643年），因闯王占北京，明瑞王来重庆，四川巡抚陈士奇拒降，次年张献忠攻破佛图关，进而攻破重庆:37。
清朝道光二年（1822年）佛图关设立了四川第一个汛署:36；顺治九年（1653年），满清总兵攻打明末遗将王复臣留守的佛图关几月未下:37；乾隆年间佛图关更名浮图关；光绪二年（1876年）更名“姚公场”以纪念巴渝名士姚觐元的业绩:418，此名直至民国二十四年（1935年）才被取消，另改设2个联保:166；清末，佛图关已经成为一独立的城镇，有街道几条、农户数百家。

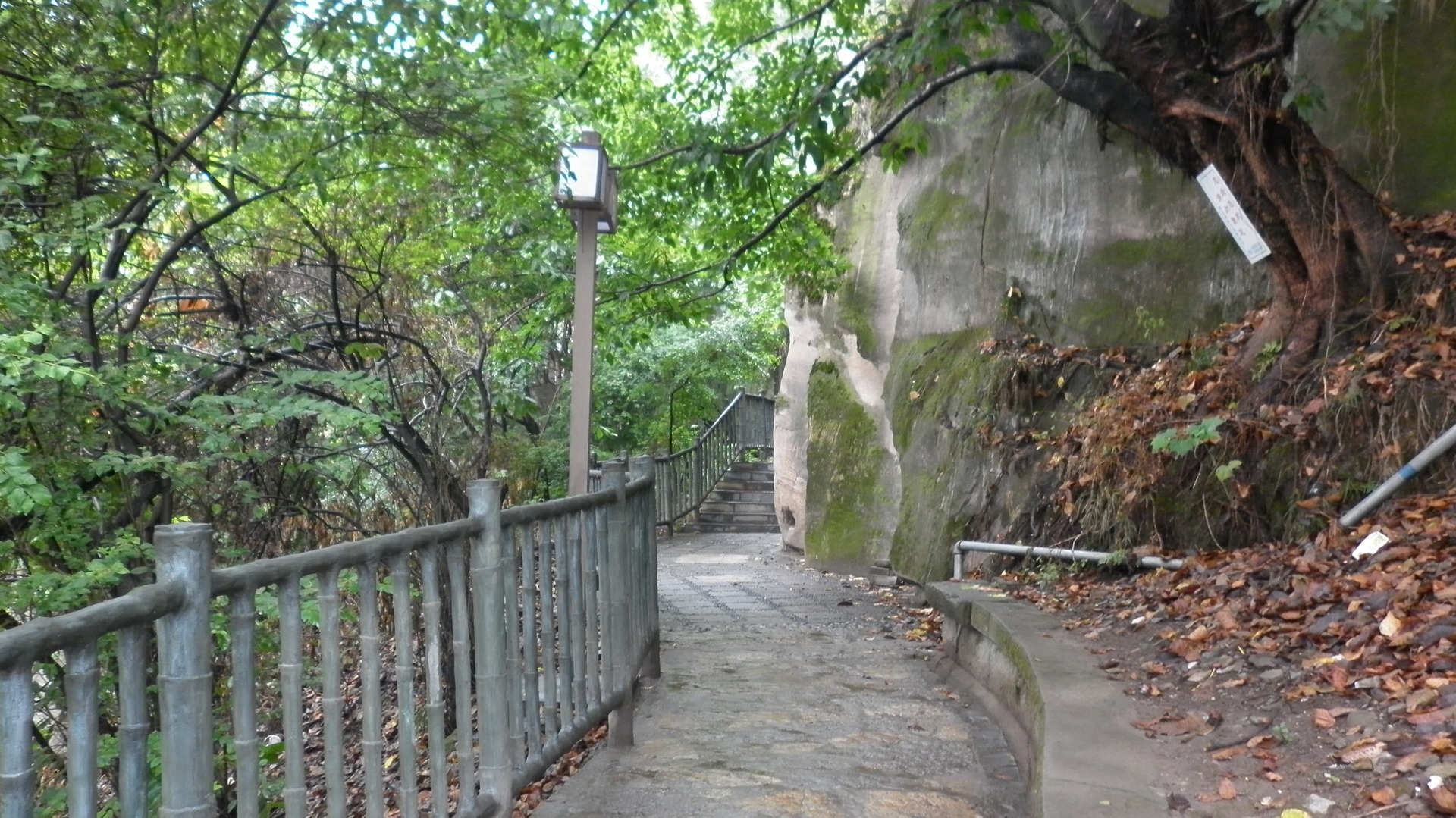
今佛图关公园内的小径

民国十二年（1923年）周西成、赖心辉、杨森等军阀还在关上发生过2次混战；二十七年（1938年）国民政府迁都重庆后，以“绥靖”的名义驱走的佛图关里面的居民，并划佛图关为军事禁区:38，二十九年（1940年）在国民党此设置中央训练团，并更名佛图关为“复兴关”，蒋介石亦题“复兴关”字于岩壁上:418，有说法是彼时陪都市民谐音谑言“佛图关训练糊涂官”惹恼蒋介石导致的:19；抗日战争胜利后，此处还设立了联勤总部、国防部预算局、东南干训团等机关单位:38。
1949年11月29日解放军夺取佛图关:20，次年6月在重庆市各界人民代表会议第二次会议上时任重庆市人民政府文化局长艾芜等12人提出《请更改各公共场所及街道名称案》，一个月后市政府即令复兴关复名为“浮图关”（现多作“佛图关”），后蒋介石的题字也被铲除并更换为“建设人民的、生产的新重庆”题刻:38；“文化大革命”期间，渝中掀起改地名狂潮:215，佛图关一度被更名“八一村”，期间关中的许多文物古迹也被摧毁:20；1984年1月，重庆市市中区颁布《关于保护佛图关风景名胜的布告》，并于当年开始建设佛图关公园，2年后对外开放（2008年并入鹅岭公园）:561-566。
2021年，佛图关被选入重庆市第一批历史地名保护名录。

## 地理

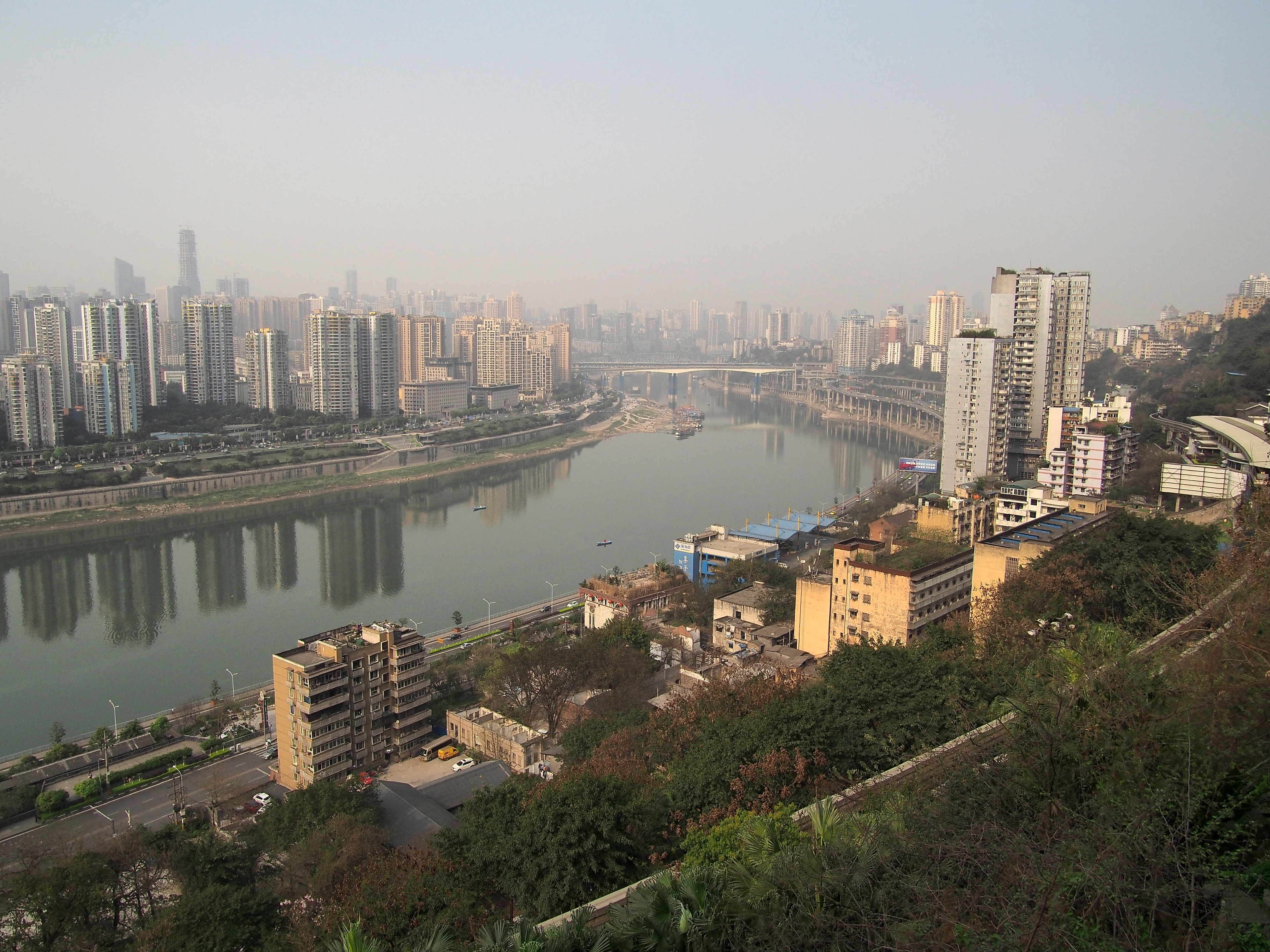
从佛图关望向嘉陵江，右下方为轨道交通2号线

### 方位
佛图关位于渝中区西部，属大坪街道:367，在渝中半岛最窄处的中央山脊的鹅岭上，南北夹在长江与嘉陵江之间，三面临悬崖，海拔388.6米，《巴县志》称其处于“郡脉过龙处”:119。重庆城三面临江，西面为唯一的陆上通道，而佛图关正处于此咽喉位置，旧时佛图关为重庆陆路入城的必经之路，是重庆城的重要屏障，与二郎关、龙洞关共同被称为“巴县三关”:36。

### 地质
佛图关地质条件不佳，拥有重庆主城区规模最大的危岩带，1995年测定为长约1.35公里，宽10－50米，高15－40米，2004年认为长约2公里，宽800余米，危岩由侏罗系上沙溪庙组砂岩组成，呈带状沿丘陵台缘斜坡分布，其中分布有许多裂隙，将岩石切割为体积较小的松动块体，1995年测定最小单体危岩长10米、宽2.5米、体积125立方米，最大者长55米、宽10米、体积5500立方米，其距离山体下方的相对高差有60－100米，崩落的范围包含李子坝小学、华村、建设新村等地以及轨道交通2号线的部分区间，危岩曾多次发生崩塌，危险性较大，至今有过多次治理。

## 交通

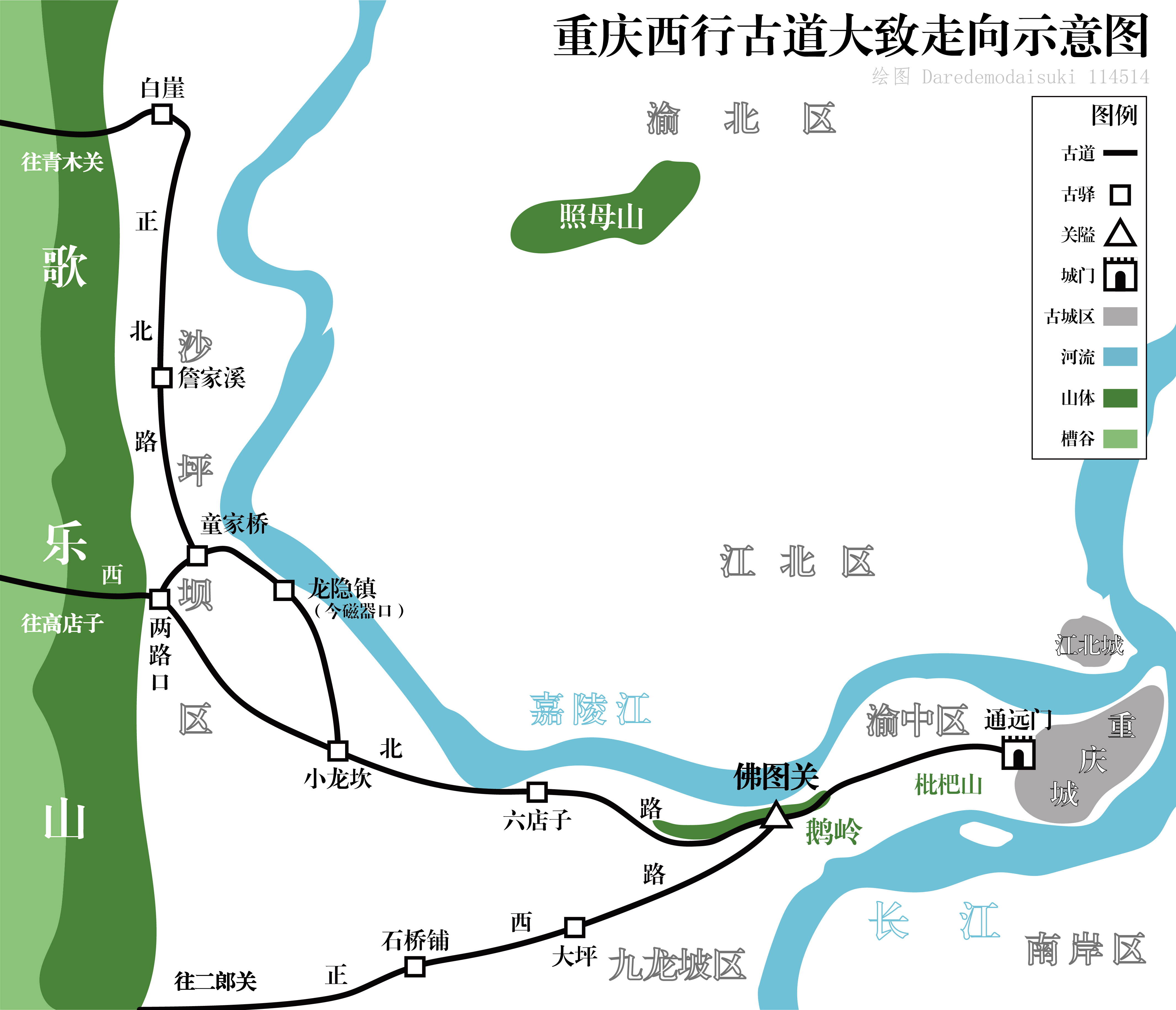
佛图关与重庆西行古道的关系

佛图关为旧时重庆的交通枢纽，重庆对外的古道正西路、西北路在此分道，古道截至20世纪末在佛图关仍有遗存:63-64。佛图关往东，下鹅岭可达两路口，上三架坡后可由通远门入重庆城；西出佛图关则可至肖家湾七牌坊，再经20多座牌坊可至石桥铺，上通向成都的大路:111。
现时佛图关附近除道路外还有重庆轨道交通1、2号线经过，其中2号线在佛图关站附近路段两侧有成片的美人梅，车行此处此处被称为“开往春天的列车”。此外佛图关还接入了山城步道，可前往虎头岩、李子坝等区域。

## 关墙和关门

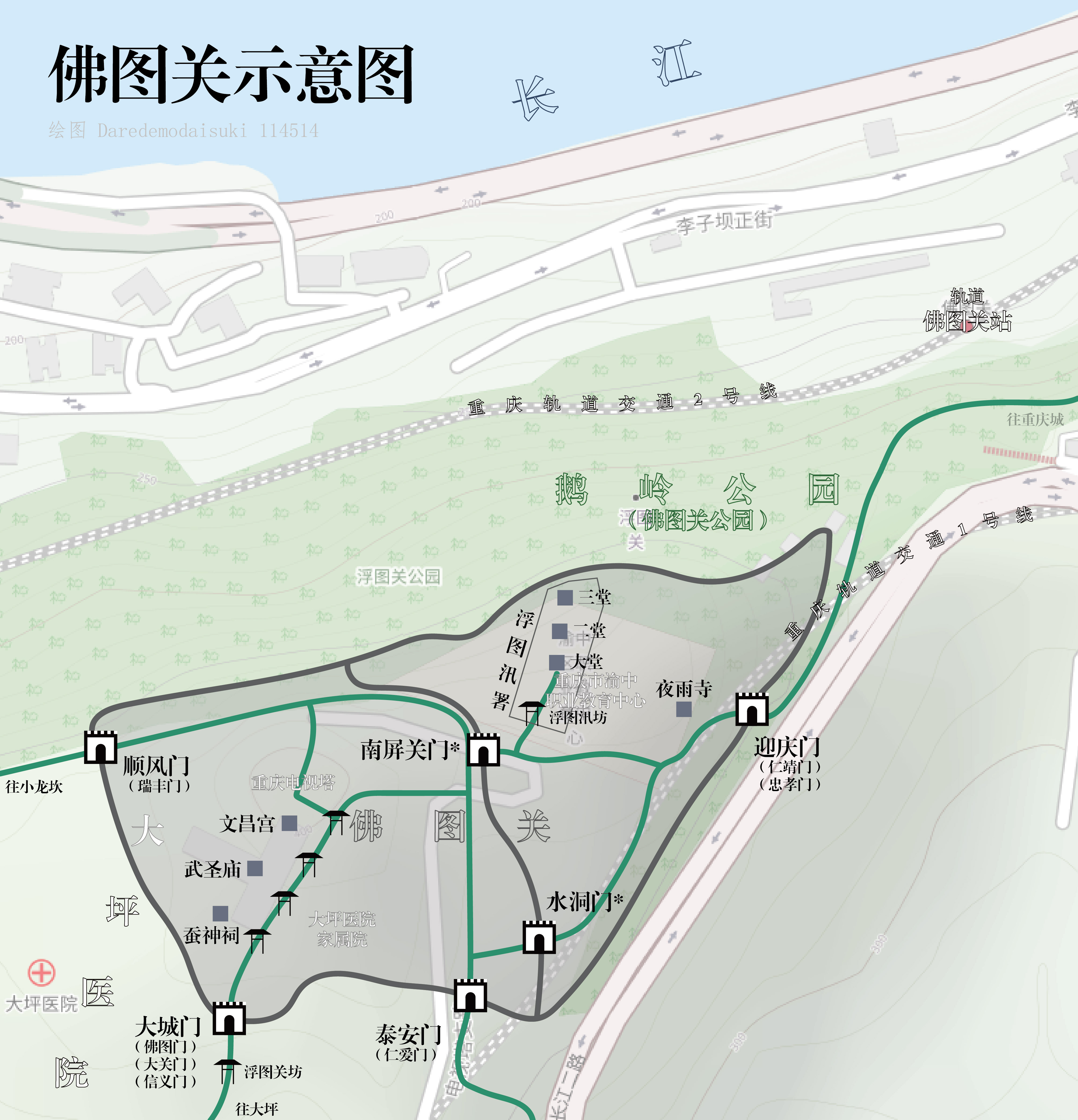
佛图关的大致示意图

佛图关整体上属于完整的关防，有围合的城墙和城门，并分子母城。清末时期，佛图关外城墙由条石砌制，高10余米，厚5米，设置迎庆（东）、泰安（南）、顺风（西）、大城（西南，民间称大关门）共4座城门:108，北面临崖无城门:145，不过清代巴县地图显示迎庆、顺风、大城三门的名称为仁靖、瑞丰、佛图门；其内墙有南屏关门、水洞门共2座城门:115（一说为大营门、水城门、中城门3座:36:145）。民国时期仁靖门一度被更名为忠孝门，泰安门被更名为仁爱门，大城门被更名为信义门:38。
据考，迎庆门（仁靖门）位于今佛图关“有求必应”神龛处；泰安门在今医药公司仓库前（上肖家湾道路附近）；顺风门（瑞丰门）可能位于今大坪医院家属区24与25栋间；大城门（佛图、大关门）可能在今大坪医院家属区11栋墙外与肖家湾新市场间。内墙城门位置尚不明:116-118。

## 关内古迹

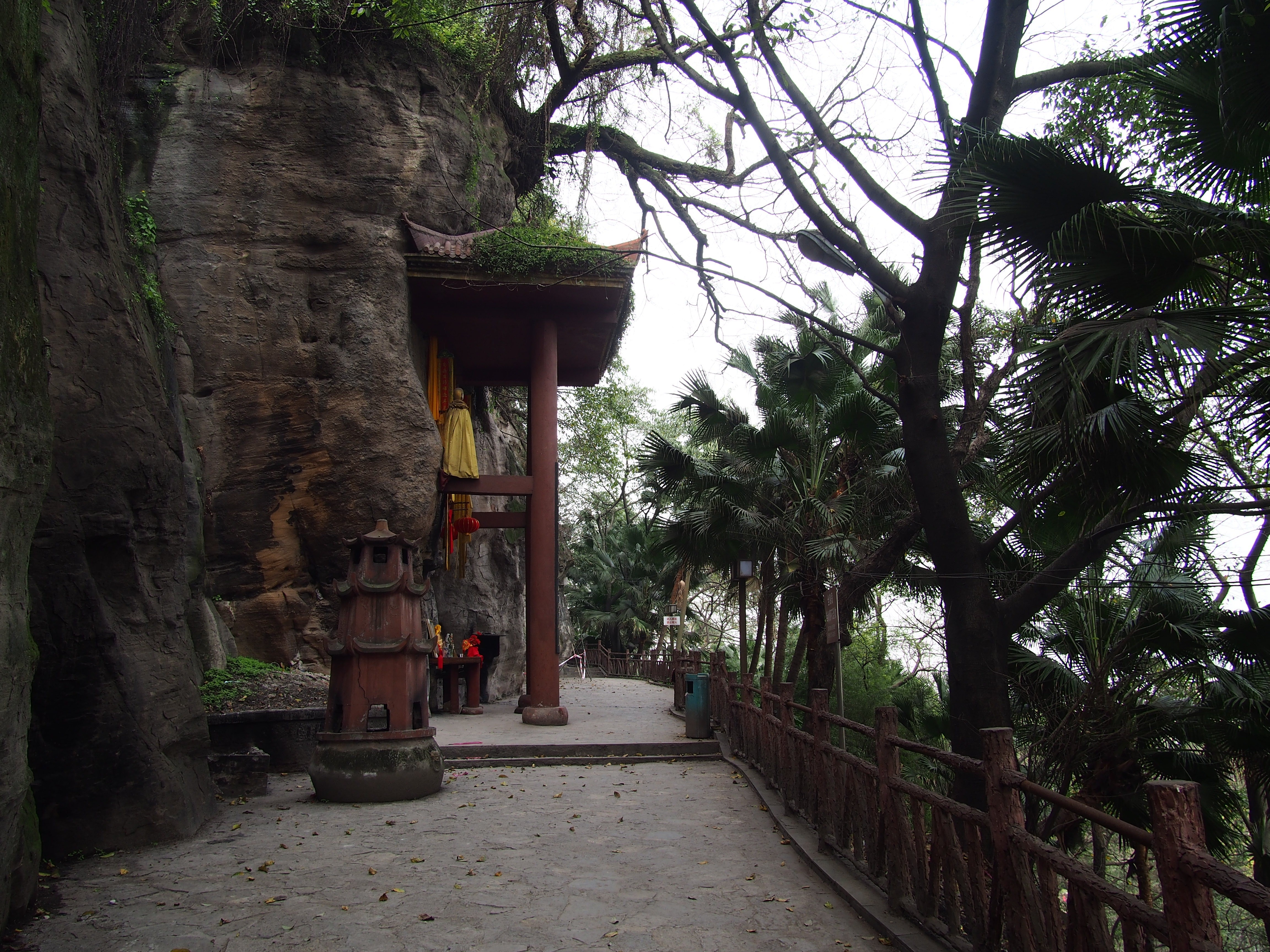
佛图关公园的新佛像

### 佛像与石刻
明曹学佺《蜀中广记》中言重庆府治西十里为佛图关，有石壁绘佛像:20，现《重庆文物总目》中记载佛图关石壁上有石窟，其中有如来佛法身坐莲台的佛像，头高约1.05米，身高2.6米，刻于宋代，古代地图如张云轩《重庆府治全图》、刘子如《增广重庆府治全图》等除标注佛图关外，还在佛图关下方标注“大佛岩”，其可能与佛像有关:112。此外佛图关还有唐宋明清等多个时期的石刻和佛像:21。
佛图关南面石壁上还有历代题刻，惟清朝前的十余处刻字多已风化而无法辨识，现在保留的多为晚清、民国期间的题刻，内容多是如《佛图关铭》《佛图关》《清正廉明》《西枕双江》《恩周存殁》《廉明慈爱》等功德、节孝碑铭或一些警句:21。其中，“佛图关”题字约1米见方，落款“光绪壬申四月”（1882年）:113，为题刻中唯一的阳刻；“学成须报国，临难且忘家”题字据传为冯玉祥所书；“挺起胸膛，竖起脊梁”为蒋介石所书，高2.07米，宽约1.5米，现因山体加固仅可见后4字:21。2022年，渝中区对部分石刻进行了修复。

### 夜雨寺
位于迎庆门内的右侧（现渝中职业教育中心内），《重庆文物总目》记载其建于清道光十一年（1831年），坐北朝南，有悬山式屋顶:116，庙房长19.1米，宽10.6米，高3米，正门前有6级石梯，宽5米，夜雨寺正庙大殿宽8米，长9米，寺庙前殿被毁于战火，后殿位于重庆电视塔附近:145，原存部分遗迹，马桑木造，长约3丈，直径2尺有余:43，1987年中国第二次文物普查曾夜雨寺被确定为文物点，但在2009年渝中职业教育中心修建实习操作楼时夜雨寺残迹完全被毁，时任校长胡勤勇称“没有任何一家单位通知过我们说校内有这些古迹”。
夜雨寺被认为是李商隐作《夜雨寄北》的地方，寺庙是基于李商隐原来居住的寺庙而建，但尚不能说明其名是从该诗得来，乾隆《巴县志》另记载此处曾有一块青石，历经岁月干旱，但清晨看仍保持湿润，似下过夜雨，但被人怀疑石下有宝藏，凿坏无存:116，民间传说此是“夜雨石”，每至夜晚就有雨水从石中冒出:42-43，此景亦被王尔鉴列为巴渝十二景之一，称“佛图夜雨”。

### 蚕神祠
旧时佛图关内有蚕神祠，其位于大城门内左侧，此处旧时称姚公上场，现已毁:116。姚觐元于清同治八年（1869年）任川东兵备道，于此植桑树并呼吁民众植桑，光绪三年（1877年）正月于此修建蚕神祠，并请翰林院庶吉士徐昌绪为蚕神祠撰《川东蚕神祠碑铭》并刻之，其内供奉有蚕神嫘祖的神像，每年蚕丝收获季节，祠内香火旺盛。光绪末上海的尚古山房曾将蚕神祠祠碑拓本刊印发行:71-72。
现时重庆中国三峡博物馆尚藏有一块蚕神祠砖，长26.5厘米，宽14厘米，高8厘米，上烧有字，正面阴刻楷书“二品顶带四川分巡川东道兵备使者加布政使衔归安姚觐元造四川重庆府蚕神祠”，侧面阳刻篆书“光绪三年正月作”。

### 节孝坊群
位于中城门和大城门之间，有十余座明清两代建立的节孝牌坊，但现多被拆除:36。如佛图关茶亭前的乐施坊，是用于纪念二品夫人巴职妇金陶氏捐财修建全节院收养寡妇等善举而于光绪十三年（1887年）修建，牌坊两面各题有“维风励俗”“乐善好施”四字:20-21。此外，佛图关门外的浮图关牌坊还曾经被印刷在民国三十二年（1943年）发行的100元、三十四年（1945年）发行的5000元等纸币上。